# Oleg Tsokov
Ne doit pas être confondu avec Oleg Tsekov.
Oleg Iourguevitch Tsokov (en russe : Олег Юрьевич Цоков), né le 23 septembre 1971 à Gazalkent (Ouzbékistan) et mort le 11 juillet 2023 à Berdiansk, est un général russe qui a servi comme commandant adjoint du district militaire sud de la fédération de Russie.

## Biographie
Oleg Tsokov est tué alors qu'il visite un poste de commandement de la 58e armée à Berdiansk ; sa mort est confirmée par The Moscow Times le 7 novembre 2023.